# Teatro Nacional Cervantes
El Teatro Nacional Cervantes, conocido también como Teatro Nacional de Buenos Aires, se encuentra ubicado en la Ciudad de Buenos Aires, y es el único teatro nacional de la Argentina. En 1995 fue declarado Monumento Histórico Nacional mediante la ley n.º 24.570. Fundado por los empresarios María Guerrero y su esposo Fernando Díaz de Mendoza, el edificio fue concluido en 1921 y pasó a propiedad del Estado nacional argentino merced a la amistad de Enrique García Velloso con el matrimonio español. En 2021, el teatro fue reconocido con la Mención Especial de los Premios Konex por su invaluable aporte a la cultura.
En España, la Asociación Nacional de Amigos de Los Teatros Históricos (Amithe) ha galardonado en 2022 al Teatro Cervantes con el XVI premio internacional Gregorio Arcos a la conservación del patrimonio teatral por su extraordinaria conservación y su vinculación con la cultura de España. El premio fue recibido el 24 de septiembre de 2022 por el embajador de Argentina en España, Ricardo Alfonsín, en el Teatro Circo de Albacete, la ciudad  más poblada de la comunidad de Castilla-La Mancha y coliseo  teatral circense más antiguo operativo del mundo.

## Historia
El Teatro Cervantes de Buenos Aires debe su existencia, en parte, al traslado a Argentina en 1897 de la productora de teatro española María Guerrero y su compañía, quienes popularizaron el teatro de escena profesional en Argentina. Un éxito comercial en el Teatro Odeón, sus adaptaciones de clásicos de la literatura española la llevaron a los teatros de todo el país. Tras la apertura de varios teatros y óperas grandes y ornamentados en Argentina, Guerrero y su esposo, Fernando Díaz de Mendoza, reservaron en 1918 una parte de su fortuna para la creación de su propio gran teatro. El proyecto llamó la atención tanto de la alta sociedad local como del rey de España, Alfonso XIII, quien colaboró con su construcción encargando accesorios artesanales, material y elementos de la escenografía para el teatro, construido en consecuencia en estilo barroco español, inspirado en la fachada del Colegio Mayor de San Ildefonso de Alcalá de Henares (España) y nombrado en honor al novelista y dramaturgo Miguel de Cervantes, natural de la misma ciudad de Alcalá de Henares.
El Teatro Cervantes se inauguró el 5 de septiembre de 1921 con una producción de La dama boba de Lope de Vega. La proliferación de teatros en Buenos Aires y el advenimiento de la radio en Argentina pronto erosionaron la base de audiencia del Cervantes, sin embargo, y en 1926, la pareja se vio obligada a subastar la institución. Lamentando este giro de los acontecimientos, el subdirector del Conservatorio Nacional de Música, Enrique García Velloso, persuadió al presidente Marcelo Torcuato de Alvear, cuya esposa, Regina Pacini, había sido cantante de ópera y ávida patrona de las artes, para que creara el Teatro Nacional de escena en el enfermo Cervantes. El teatro se convirtió en 1933 en el hogar del Teatro Nacional de Comedia.
En septiembre de 2022 recibió el premio internacional a la conservación del patrimonio teatral Gregorio Arcos que concede la Asociación de Amigos de los Teatros Históricos de España (AMIThE). El embajador en España, Ricardo Alfonsín, lo recibió en el histórico Teatro Circo de Albacete (1887), ciudad española, en nombre del Teatro Nacional Cervantes.

## Incendio y recuperación

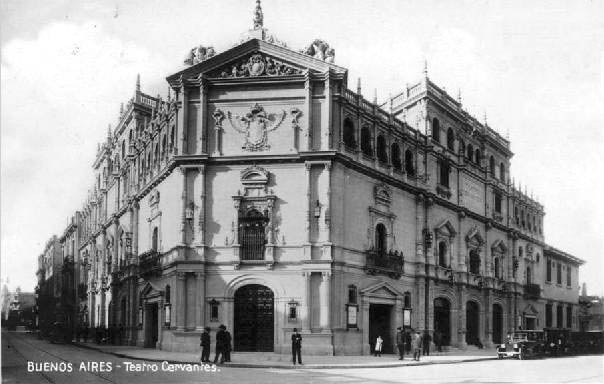
Aspecto original del teatro

El sábado 10 de junio de 1961, un incendio destruyó parcialmente el Teatro Cervantes. Ese mismo año se inició un proceso de restauración que fue proyectado y dirigido por la Dirección General de Arquitectura y Trabajos Públicos, donde una comisión de reconstrucción del teatro Nacional Cervantes estableció un programa de necesidades y luego, este proyecto fue derivado al estudio de Mario Roberto Álvarez y Asociados.
La restauración en los locales que no fueron afectados en su totalidad por el incendio (la sala, circulaciones, salones, escaleras, hall principal y secundario, entre otros), sufrieron modificaciones indispensables para su funcionamiento pero conservando sus características originales, como alfombras, muebles, pisos, tapizados, los cuales fueron renovados por completo.
A su vez, en las zonas destruidas totalmente por el incendio se levantó un nuevo edificio conformado en un solo bloque con tres subsuelos, planta baja y trece pisos altos. Dentro de este volumen quedó incorporado el escenario siendo aún más grande que el anterior. La superficie cubierta del nuevo edificio es de 11.500 m².

## Escenario y salas

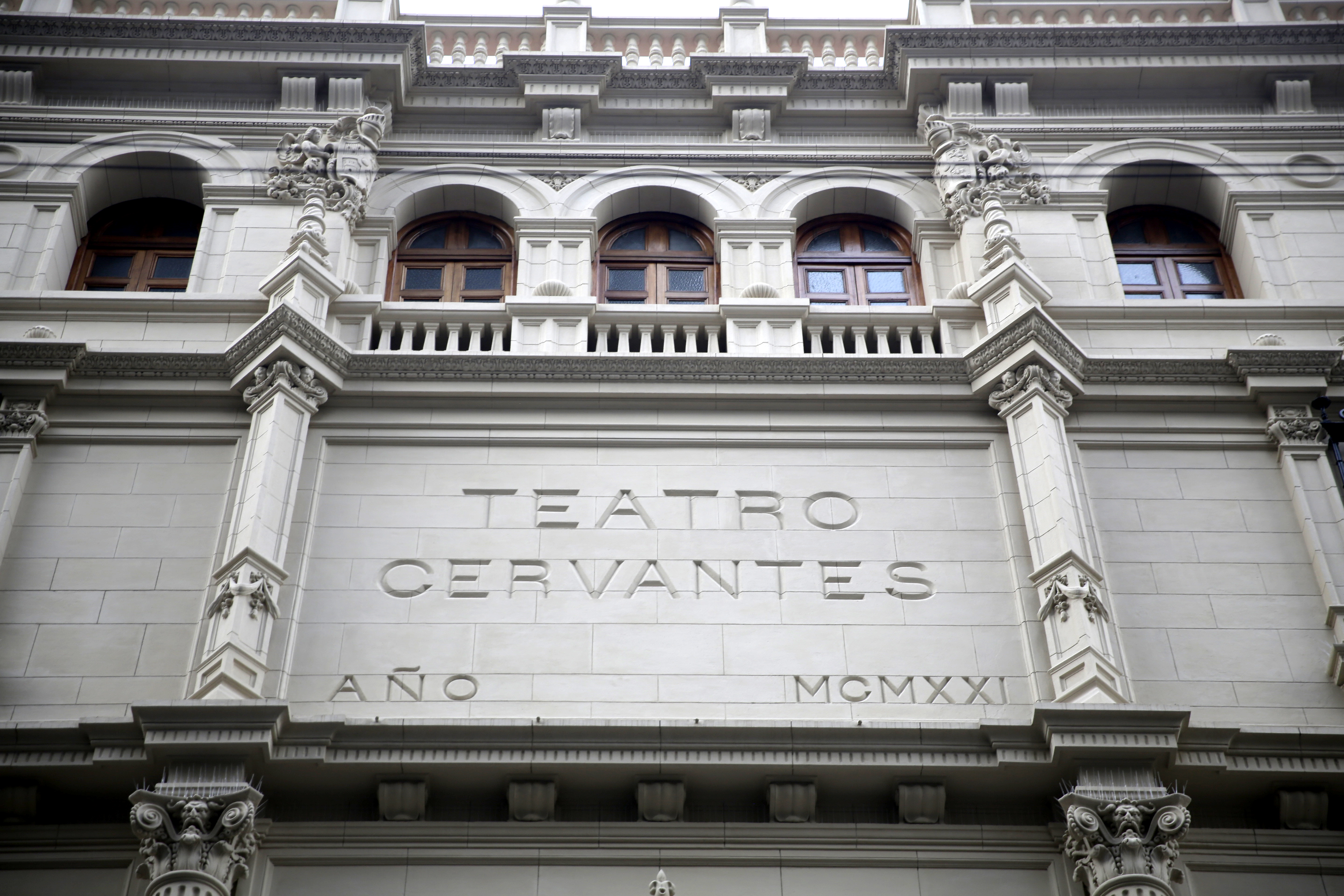
Fachada restaurada

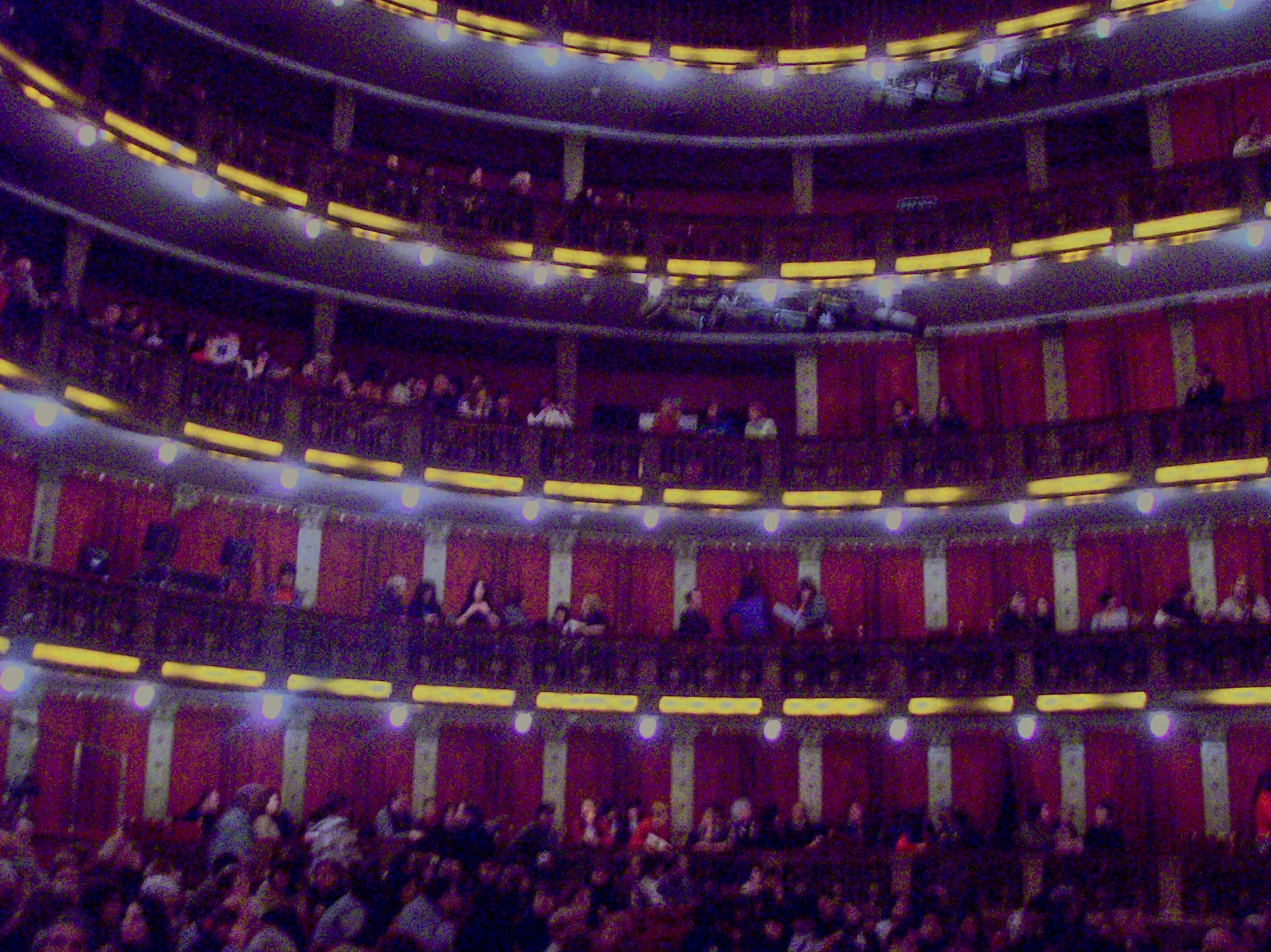
Palcos y plateas

El escenario del teatro mide 16 × 28,5 metros, y dispone de un disco giratorio central de 12 metros de diámetro, cuyo piso está formado por tableros de madera de 1 m² que permiten la formación de desniveles. Delante del proscenio se encuentra instalado un escenario levadizo de 12 × 2,7 metros, que permite tanto la prolongación del escenario principal, la conformación del foso de la orquesta o la extensión de la platea.
El estilo arquitectónico es, como el origen de sus donantes, un estilo netamente español con predomino del plateresco, aunque con también bastante de herreriano. Las fachadas reproducen las del Colegio Mayor de San Ildefonso de Alcalá de Henares.  Los arquitectos fueron Fernando Aranda Arias y Emilio Repetto. La principal sala lleva el nombre de la donante y actriz María Guerrero.
El teatro cuenta con tres salas tanto para representaciones teatrales como de otras ramas artísticas. La sala principal es la «María Guerrero», con capacidad total para 860 espectadores, que cuenta con una platea principal para 348 personas, palcos y balcones. La sala «Orestes Caviglia», instalada donde antiguamente funcionaba la confitería, contiene sillas de estilo mudéjar que permite una capacidad para 150 personas. La estructura de la sala la hace propicia para la representación de conciertos de cámara y espectáculos de carácter intimista. Por último, la sala «Luisa Vehil» no tiene ni escenario ni platea, lo que permite adaptarla según las necesidades. Está inspirada en el salón María Luisa del Palacio de Oriente de Madrid, y es conocida como Salón Dorado ya que toda su decoración tiene un acabado en dorado a la hoja.